# Vermilion, Ohio
Vermilion är en ort i Lorain County, Ohio, USA.